# Pterolocera isogama
Pterolocera isogama is een vlinder uit de familie van de Anthelidae. De wetenschappelijke naam van de soort is voor het eerst geldig gepubliceerd in 1931 door Turner.